# Stanisław Krukowski (fizyk)
Stanisław Adam Krukowski (ur. 1 kwietnia 1956 w Zakłodziu) – polski fizyk teoretyczny, profesor nauk fizycznych, naukowiec związany z Instytutem Wysokich Ciśnień Polskiej Akademii Nauk oraz Interdyscyplinarnym Centrum Modelowania Matematycznego i Komputerowego Uniwersytetu Warszawskiego. Zajmuje się głównie fizyką materii skondensowanej. 

## Życiorys
W 1980 ukończył studia na Wydziale Fizyki Uniwersytetu Warszawskiego. Doktorat obronił w 1986 roku w Instytucie Fizyki Polskiej Akademii Nauk. Stopień doktora habilitowanego uzyskał w 1997 roku w Instytucie Fizyki Polskiej Akademii Nauk. Nominację profesorską odebrał w 2003 roku.
Od 1986 roku pracuje w Instytucie Wysokich Ciśnień Polskiej Akademii Nauk. 
W latach 1988–1990 pracował naukowo w Center for Microgravity and Materials Research, University of Alabama in Huntsville w Stanach Zjednoczonych, a następnie w 1993 roku odbył staż naukowy na Uniwersytecie w Montpellier II.

## Dorobek naukowy
Prof. Stanisław Krukowski jest autorem ponad 180 publikacji w renomowanych czasopismach naukowych oraz dwóch rozdziałów w monografiach naukowych. Promotor pięciu prac doktorskich.
Do najważniejszych wyników naukowych prof. Stanisława Krukowskiego należy:
- obserwacja fal kapilarnych na powierzchni 2-D kryształu Kossela - symulacja Monte Carlo[5]
- sformułowanie kryterium przejścia fraktal-kryształ dla przypadku wzrostu 2-D oraz weryfikacja Monte Carlo[6]
- sformułowanie kryterium dla tworzenia gałęzi bocznych dendrytów w przypadku wzrostu 2-D[7]
- mikroskopowy model rozpuszczania azotu molekularnego w ciekłych metalach[8]
- mikroskopowy model adsorpcji tlenu na powierzchni W(110)[9]
- mikroskopowy model rozpuszczania tlenu w ciekłych metalach grupy III: (Al, Ga & In)[10]
- sformułowanie mikroskopowego modelu entropii sublimacji ciał stałych[11]
- równanie stanu azotu w ciśnieniach do 30 GPa –symulacje metoda dynamiki molekularnej[12]
- wyznaczenie własności azotu w ciśnieniach do 30 GPa (równanie stanu, lepkość) za pomocą metody dynamiki molekularnej[13][14][15]
- sformułowanie metody rozwiązywania równania Poissona dla slabu przez zastosowanie poprawki Laplace’a[16]
- odkrycie efektu Starka dla stanów powierzchniowych[17]
- wyznaczenie własności studni kwantowych GaN/AlN i InN/GaN, (pól elektrycznych, warstwy dipolowej ) za pomocą metod ab initio[18][19][20][21][22]
- odkrycie zależności energii adsorpcji od położenia poziomu Fermiego na powierzchniach półprzewodników spowodowanej transferem ładunku pomiędzy stanami powierzchniowymi a wnętrzem półprzewodnika[23][24]
- wyznaczenie spontanicznej polaryzacji azotków przez modelowanie slabów w kompensującym zewnętrznym polu elektrycznym[25]
- sformułowanie teorii termalizacji adsorbatu poprzez tunelowanie elektronów[26]
- zaproponowanie nowej metody analizy sygnału TRPL opartej na chwilowym czasie relaksacji[27]
- potwierdzenie postawania ładunku w metodzie polaryzacji domieszkowej oraz kryterium powstawania ładunku ruchomego[28][29]
- sformułowanie nowego modelu dynamiki makrostopni podczas wzrostu kryształu[30]

Powyższe wyniki zostały otrzymane razem z współpracownikami, którzy są współautorami zacytowanych prac.

## Funkcje pełnione w społeczności naukowej
1986 - Członek Komisji Rewizyjnej Warszawskiego Oddziału Polskiego Towarzystwa Fizycznego
1999 - 2001 - Zastępca przewodniczącego Sekcji Kryształów Objętościowych Polskiego Towarzystwa Wzrostu Kryształów (PTWK)
2000 - 2002 - Członek European High Pressure Research Group (EHPRG)
2001 - 2007 - Sekretarz International Association for Advancement of High Pressure Research and Technology (AIRAPT)
2005 - 2007 - Członek Executive Committee of International Association for Advancement of High Pressure Research and Technology (AIRAPT)
2004 - 2007 - Prezes Sekcji Kryształów Objętościowych Polskiego Towarzystwa Wzrostu Kryształów (PTWK)
2007 - 2019 - Członek Executive Committee of International Organization on Crystal Growth (IOCG)
2007 - 2013 - Członek Komitetu Krystalografii Polskiej Akademii Nauk (KK PAN)
2010 - 2013 - Przewodniczący Sekcji Kryształów Objętościowych Polskiego Towarzystwa Wzrostu Kryształów (PTWK)
od 2019 - Sekretarz International Organization on Crystal Growth (IOCG)
od 2019 - Przewodniczący Sekcji Kryształów Objętościowych Polskiego Towarzystwa Wzrostu Kryształów (PTWK)
od 2003 roku Członek Rady Naukowej Instytutu Wysokich Ciśnień PAN